# Верещинский, Антоний
Антоний Верещинский (пол. Antoni Wereszczyński; 26 сентября 1878, Стасева Воля — 1 июля 1948, Краков) — польский юрист, профессор, ректор Львовской политехники в 1939-1940 годах.

## Биография
Родился 26 сентября 1878 года в с. Стасева Воля Рогатинского уезда (ныне с. Слобода Галицкого района Ивано-Франковской области). Окончил юридический факультет Львовского университета, где в 1902 году получил степень доктора права.
Во время Первой мировой войны в феврале 1918 года он был одним из ста членов временного городского совета во Львове. В ноябре 1918 года во время обороны Львова — член Национального общественного комитета. В независимой Республике Польша он стал членом совета Львова. С 1922 года преподавал право в Университете Львова, начиная с 1925 года — доцент, а с 1931 года — профессор юридических наук Польши, декан факультета инженерии. В межвоенный период он читал лекции в Львовском внешнеэкономическом университете и Университете Яна Казимира во Львове. Основал Общество строительства панорамы Старого Львова в 1938 году. Он был постоянным членом казино, а также Литературного-художественного круга во Львове.
В мае 1939 года он был избран ректором Львовской политехники на 1939-1940 учебный год. После начала Второй мировой войны и польской кампании СССР, 15 октября 1939 года снят с должности советской властью. После нападения Германии на СССР в июне 1941 года во время немецкой оккупации он работал лектором политического права в подпольном Львовском университете, а также преподавал историю дипломатии на тайном Дипломатическом Студиуме Львовского университета.
Автор труда «Работа античности и ее возрождение» (1934). После войны он переехал в Краков и находился под наблюдением Службы Безопасности ПНР.

## Награды
- Командорский крест ордена Возрождения Польши (1937, «за заслуги в сфере научного труда»)[9][10]
- Офицерский крест ордена Возрождения Польши (2 мая 1923)[11]